# Cornicen

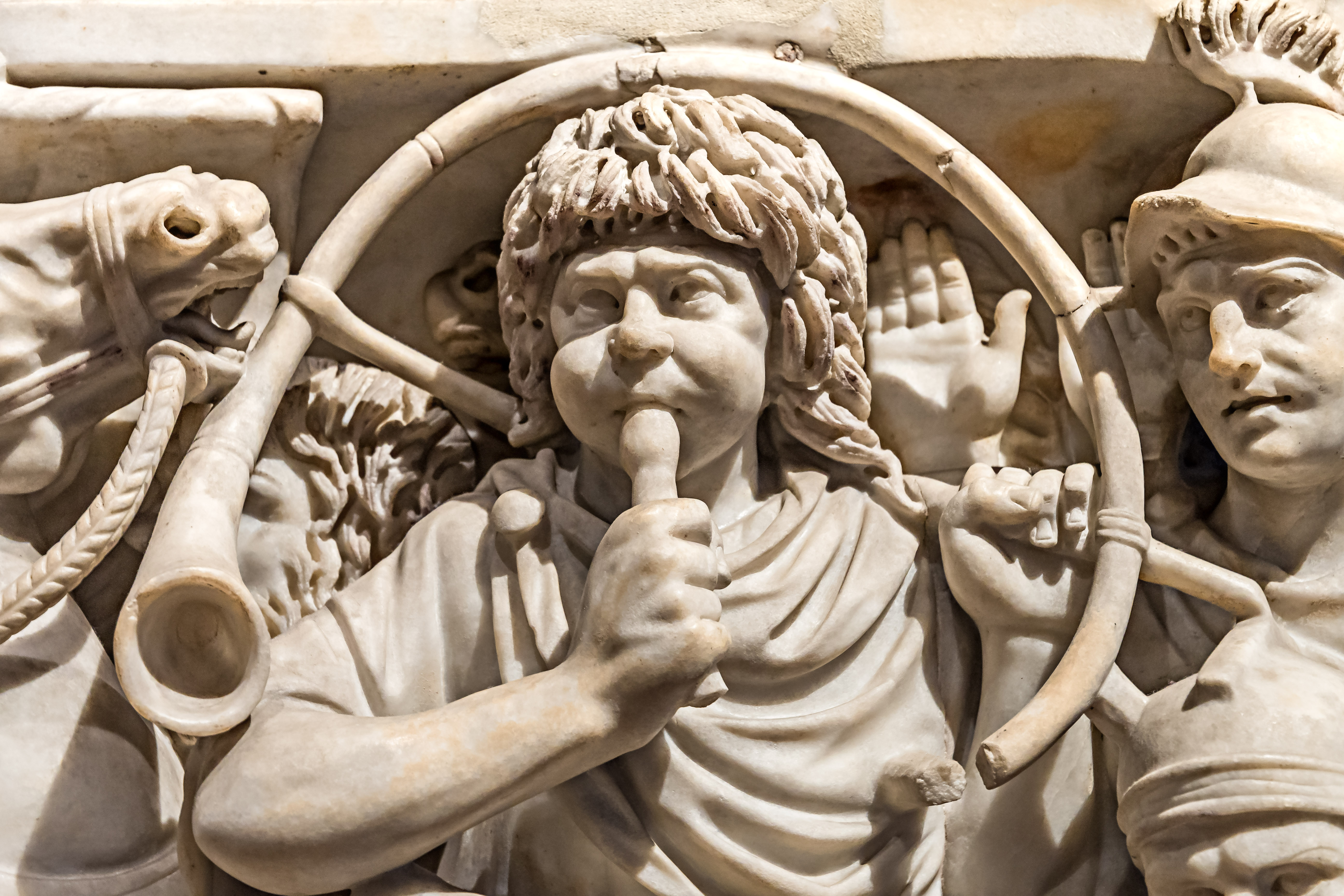
Ein Cornicen auf der Frontseite des sogenannten Großen Ludovisi-Schlachtsarkophags aus der Mitte des 3. Jahrhunderts

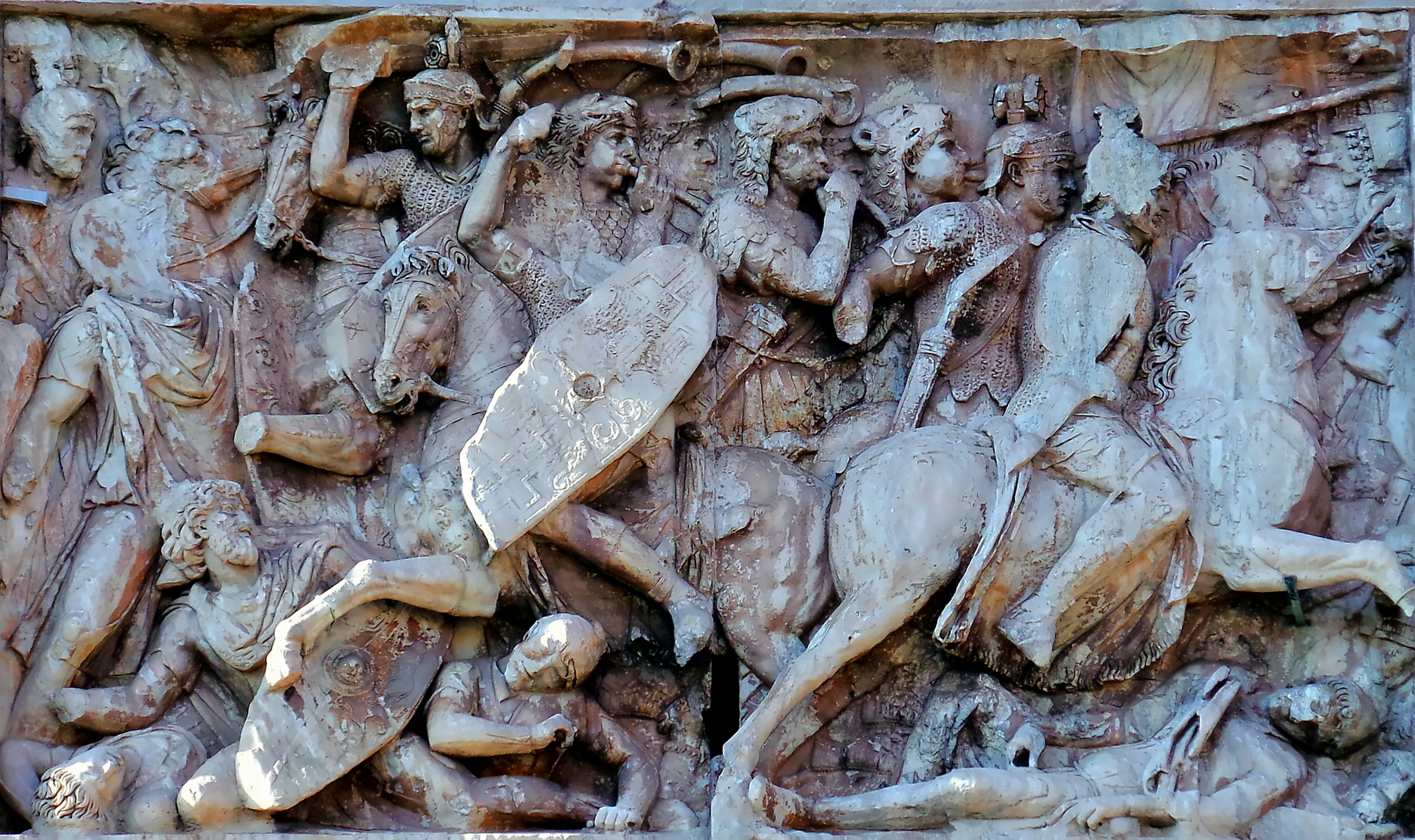
Cornicines auf den trajanischen Reliefplatten des Konstantinsbogens

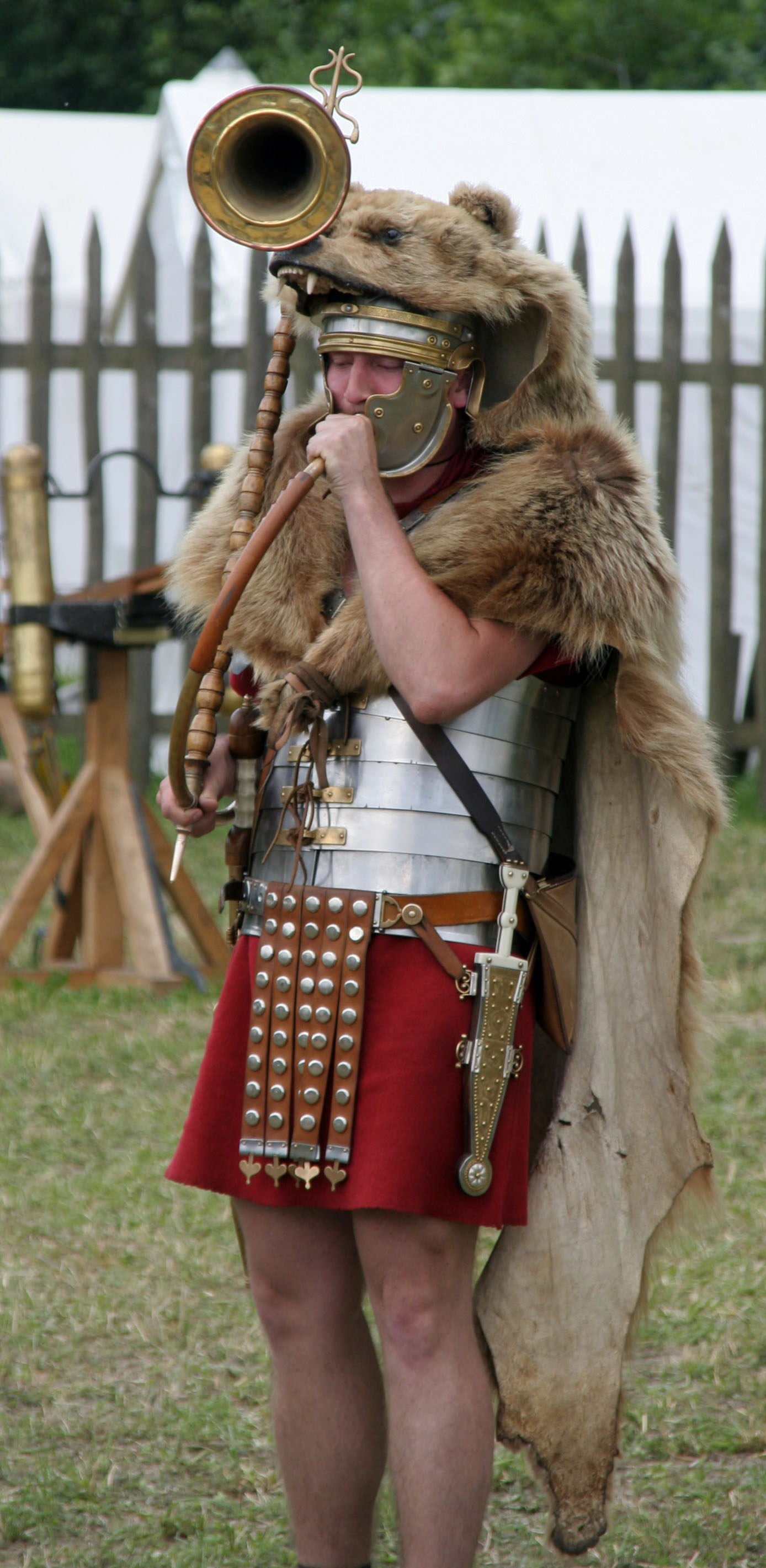
Moderne Nachstellung eines römischen cornicen (Hornbläser)

Der Cornicen (Plural cornicines) war ein Hornbläser im Römischen Heer und Teil der Militärmusiker (Aeneatores), er blies auf dem cornu.
Die Cornicines riefen im frühzeitlichen Rom die Waffenfähigen zu den Zenturiatskomitien und wurden zu dieser Zeit bereits im Milizheer eingesetzt. In der Zeit der Republik, beim Wechsel von der Phalanx- zur Manipulartaktik, wurde der cornicen im Truppenkörper der ersten Centurie eines Manipels verwendet. In der Kaiserzeit, in der in einer Legion nun die Kohorte sich als die vorrangige taktische Kampfeinheit herausgebildet hatte, behielt der Hornbläser seinen Platz in dem weiter bestehenden Manipel. Er wurde hier zusätzlich, vermutlich mit einem Raubtierfell, besonders kenntlich gemacht.

## Funktion der Cornicines
Der Platz des Hornbläsers im Gefecht befand sich in unmittelbarer Nähe zum Feldzeichenträger (signifer). Als ein taktisches Führungs- und Einsatzmittel wurde der cornicen für die akustische Befehlsübermittlung des centurio, oder seines stellvertretenden optio, insbesondere an den optisch weitergebenden Befehlsübermittler, dem Standartenträger, bei einzunehmenden Kampfformationen zum Angriff, Sammeln oder zum Rückzug eingesetzt. Zusätzlich sollte das Dröhnen der Hörner den lauten Klang der Tuben verstärken und, verbunden mit dem Schlachtruf des angreifenden Heeres, eine Demoralisierung des Gegners bewirken. So berichtete Flavius Josephus in seiner Abhandlung über den Jüdischen Krieg, dass er seinen Kämpfern befahl, sich die Ohren zu verstopfen, um dem einschüchternden Kriegslärm der Römer zu entgehen. Doch gab es cornicines auch bei der römischen Flotte.
Bei Marschformationen zum oder außerhalb eines Gefechts, aber auch zur Parade, wurde die Einheit von dem Spiel der cornicines begleitet. Mit ihrem Signal riefen sie auch die Nachtwachen von ihren Posten ab. Bei zeremoniellen Handlungen, wie bei den Kulthandlungen des Tubilustrium und der Suovetaurilia, die der rituellen Reinigung (lustratio) des Heeres diente, wurde neben dem tubus auch das cornu gespielt. Während der Riten des Tubilustriums waren die Bläser verpflichtet, ihre Instrumente zu reinigen.
In der Rangstufe noch unter einem Unteroffiziersrang (principales) stehend, wurde der cornicen wahrscheinlich zu den gehobenen Mannschaftsdienstgraden (immunes) gezählt, allerdings hinter den Tubicines rangierend. Er gehörte damit den speziellen Funktionsträgern der römischen Armee an, die von den alltäglichen Dienstvorrichtungen (munera militae) der einfachen Legionäre befreit waren. Die cornicines hatten ansonsten keine Befehlsgewalt und bezogen den gleichen Sold wie die übrigen Mannschaftsangehörigen (legionarius).

## Cornu
Das cornu war von etruskischer Herkunft und ein etwa 4 kg schweres, aus Bronze gefertigtes, kreisförmig gebogenes Horn, das als Blasinstrument benutzt wurde und aufgrund seiner Ausmaße vom cornicen beidhändig getragen werden musste. Der Hornbläser war daher nicht in der Lage, den großen Schild (scutum) eines Legionärs zu tragen, und war daher ursprünglich unbewaffnet. Zu seinem Schutz, in einem möglichen Nahkampf, trug er ab der Kaiserzeit auf seinem Rücken als Schutzwaffe den kleineren Rundschild (parma equestris) eines römischen Reiters.